# Поляновский, Эдвин Луникович
В Википедии есть статьи о других людях с фамилией Поляновский.
Эдвин Луникович Поляновский (19 февраля 1937 — 11 марта 2006) — советский и российский журналист, публицист, многолетний сотрудник газеты «Известия».

## Биография
Родился 19 февраля 1937 года в поселке Лесной (ныне Умба) Терского р-на Мурманского округа Ленинградской области РСФСР (ныне Терский р-н входит в состав Мурманской обл.).
Отец, старший лейтенант Луник Сергеевич Поляновский (1916 г. р.), пропал без вести в мае 1945-го. По окончании Великой Отечественной войны, летом того же года Валентина Михайловна Поляновская с сыном переехала в Старую Руссу, где прошло детство Эдика. Воспитывался отчимом — Михаилом Семеновичем Савченковым.
После окончания факультета журналистики МГУ в 1962 году и нескольких лет работы в брянских СМИ Поляновского, который в своей профессиональной деятельности был убеждённым последователем творчества известного публициста А. А. Аграновского, приняли в 1966-м на должность литературного сотрудника в редакцию «Известий», где с 1961-го работал специальным корреспондентом Аграновский.
Эдвин проявил себя как одарённый очеркист, автор статей, вызывающих широкий отклик, и ему поручалась разработка тем, имеющих важное общественное значение.
В бытность спецкором отделов права и морали (1969—1978), советского строительства (1978—1981), внутренней информации (1981—1983) Поляновского часто командировали в различные регионы СССР с заданиями по расследованию конфликтных ситуаций. На основе собственных журналистских расследований он смело выступал против косных порядков, мздоимства и несправедливости. Заинтересованное отношение читателей к его публикациям воодушевляло журналиста, свидетельствуя о том, что он делает важное для людей дело.
Первым в СССР очеркист поднял на страницах газеты тему хосписов и деонтологии, оказания медицинской помощи неизлечимым онкологическим больным.
В конце жизни два года был ведущим творческим сотрудником «Родной газеты».
Последние годы жил на Малой Дмитровке, 8.
Скончался 11 марта 2006 года, после третьего инфаркта, в возрасте 69 лет. Похоронен на Троекуровском кладбище Москвы.

Коллеги в прощальном слове, причисляя Поляновского к «золотой когорте отечественных журналистов» наряду с Анатолием Аграновским, Татьяной Тэсс и др., отмечали: 

Могила Эдвина Поляновского на Троекуровском кладбище

«Непримиримая совесть, возможно, даже временами и беспощадная как сама правда жизни, действенная и действующая совесть Поляновского, не всегда и не всем была по душе. Но он оставался несгибаемым. Он без оглядки лез в бой столь же часто "за человека", "за честь человека" и столь же часто "против" — подлецов, циников и негодяев. Он до своих 69 оставался в какой-то мере непримиримым к подлостям жизни юношей-максималистом».

## Наиболее значимые работы
| Бродский Иосиф Александрович                                   | Пока есть такой язык, как русский, поэзия неизбежна (1988) |
| Гессен Арнольд Ильич                                           | - Я помню чудное мгновенье (1971) - Здравствуй, Пушкин (1973) - И я свой след оставил (1976) |
| Евпаторийский десант                                           | - Хроника одного десанта (1983) - После десанта (1983) - Заявляю, я живой (2002) |
| Козин Вадим Алексеевич                                         | - Певец (1986) (из-за цензуры очерк был впервые опубликован в 1990) - Одинокий голос (1993) - Певцы (1994) - Кормление птицы (2005) |
| Венок терновый (1988) — о русской послереволюционной эмиграции | |
| Маринеско Александр Иванович                                   | - Памятник (1988) - Не только в памяти хранить (1988) - О доблести, о подвигах, о славе (1989) - Герой и время (1989) - Александр Маринеско представлен к званию Героя (1990) - И все-таки свершилось (1990) - Неподсудны заслуги героя (1990) - Атака века (1995) - Атака века (2002) - Атака (2003) - Пасынок (2005) |
| Георгиевская Анастасия Павловна                                | - Последняя (1990) - Без грима (1990) |
| Мандельштам Осип Эмильевич                                     | - Смерть Осипа Мандельштама (1992) - Поэты и палачи (1993) - Поэт и палач (2006) |
| Григоренко Пётр Григорьевич                                    | Мятежный генерал (1994) |
| Движение правозащитников                                       | - Горбатая земля (1996) - Раскол (1997) - Пикник (1998) |
| Берест Алексей Прокофьевич                                     | Первый над Рейхстагом (1995) |
| О Гастелло и Маслове                                           | Два капитана (1997) |
| Дунаев Петр Михайлович                                         | Забвение (2001) |
| Львов Евгений Сергеевич                                        | Прошлогодний снег (2001) |
| Бой у высоты 776                                               | - Ваш сын и брат (2001) - Суворик (2002) - По следам погибшей роты (2003) |
| Богомолов Владимир Осипович                                    | - Я не уберу из книги ни единого слова (2004) - Унизить и убить (2005) |
| Быков Василь Владимирович                                      | Кто устоял в сей жизни трудной (2003) |
| Деникин Антон Иванович                                         | Белогвардеец (2005) |
| Жуков Георгий Константинович                                   | Опальный маршал (2001) |
| Нефедов Павел Александрович                                    | После анонимки (1985) |
| Александрова Нина Александровна                                | - Вспоминая Нину Александрову (1991) - Нина (2002) |
| Аджубей Алексей Иванович                                       | Пять принципов Аджубея (2004) |
| Старовойтов Василий Константинович                             | Клетка для председателя (2004) |
| Репрессии 1930-х годов                                         | - Убийство Кирова (1999) - В гранитном лагере (1999) |
| Пескарёв Георгий Сергеевич                                     | Бунтарь-одиночка (2001) |
| Смоктуновский Иннокентий Михайлович                            | - Гори, гори его звезда… (1994) - Милые, сегодня вы — мои (2005) |
| Синявский Андрей Донатович                                     | Провинциальное кладбище, или последняя встреча (1995) |
| Северский Александр Николаевич                                 | Русский американец (1997) |
| Федоров Святослав Николаевич                                   | Практичный романтик (2000) |
| Цуп Дмитрий Павлович                                           | - Смерть художника (1996) - У изголовья (1997) |
| Пидемский Николай Михайлович                                   | - Пристань на том берегу (1987) - Минувшее Ваше, как свечи (1990) |

## Реабилитация Александра Маринеско
В 1988 году в Лиепае на деньги моряков был поставлен памятник Александру Маринеско. По распоряжению политуправления ВМФ фамилию Маринеско с памятника сорвали.
В «Известиях» был опубликован очерк «Памятник», за авторством Эдвина Поляновского, в защиту командира-подводника Александра Маринеско. Всего за два года было опубликовано семь статей, после которых приходили сотни тысяч писем читателей в поддержку.
Мешки писем отправляли в Президиум Верховного Совета. Люди и сами писали в Президиум Верховного Совета, в ЦК КПСС. Оттуда потоки писем переправляли в Министерство обороны, а из министерства в военно-морское ведомство. В нескольких городах прошли демонстрации.
Народное мнение стало реальной силой, и в преддверии 9 Мая 1990 года, в канун 45-летия со Дня Победы, Александру Ивановичу Маринеско было присвоено звание Героя Советского Союза.

## Тема оказания медицинской помощи неизлечимым онкологическим больным
Во времена реакционного главного редактора Петра Алексеева в «Известия» пришло письмо от участника ВОВ, инвалида I группы Сергея Яковлевича Афонина из города Гурьева (ныне — Атырау, Казахстан).

«Главному редактору газеты „Известия“ от участника ВОВ, инвалида I группы Афонина Сергея Яковлевича, проживающего в г. Гурьев Казахской ССР.
Дорогая редакция, возможно, когда вы получите мое письмо, я умру, так как я в очень тяжелом состоянии.
Кратко о себе: воевал с 1941 по 1945 г., имею награды. После фронта работал. Война, очевидно, дала последствия, меня парализовало, до парализации был 9 раз оперирован. Моя участковая врач дала направление в онкологическую больницу, где я сейчас нахожусь в радиологическом отделении, в палате № 5. Зав. отделением т. Науразбаев.
Да, я очень тяжелый больной, не встаю, не могу сам покушать, но разве я рад себе такому? Лучше бы меня закопали живым, чем быть в палате и в памяти, все понимать, но не в силах что-либо изменить. Мне не подают судно. Банку, в которую я оправляюсь, я не могу удержать и проливаю на постель и лежу в мокрой постели. За полтора месяца меня ни разу не только не помыли, но даже не умывают. Я оправляюсь под себя, так как не могу докричаться кого-либо. И вот, чтобы с меня не снимать белье, меня держат голым, и мухи кусают меня, а тараканы ползают по мне. Болезнь моя сопровождается невыносимыми болями, и поэтому, когда кончается действие укола, я вынужден кричать. Когда, наконец, ко мне приходят, то кричат на меня. Мне страшно подумать, что нас так мало осталось и что многих из нас ждет такая жестокая смерть. Почему я не умер под пулей врага? Для меня даже не всегда находятся лекарства для уколов. Я вынужден просить людей, чтобы покупали баралгин. Ко мне ходит женщина, которая мне, по сути, чужая. Она дочь моей бывшей жены, с которой я не живу 22 года. Она просто жалеет меня. Так вот, зав. отделением, видя, что ко мне ходят, стал настаивать, чтобы меня выписали из больницы. Но куда меня возьмут? Эта женщина сама 2 месяца как перенесла тяжелую операцию, работает, а живёт с семьей в однокомнатной квартире. Больше у меня никого нет.
С искренним уважением и верой в справедливость. Афонин С. Я.».

В то время существовала большая вероятность помочь: «Известия» были под крышей Верховного Совета СССР, этой газеты опасались, виновные больше всего боялись потерять партийные билеты. Тогда был шанс помочь и без публикации.
Поляновский оформил командировку под другую тему, предварительно позвонил в Гурьев. Но, к сожалению, Афонин к тому времени уже умер. Впервые это письмо было опубликовано в 1990 году в очерке «Слово и власть».

## Журналистские расследования

### «Свидетельница» (1976)
Об Анастасии Ивановне Огурцовой из смоленского райцентра Сычёвка, которая ездила свидетельницей на процесс над гитлеровским военным преступником в Германию, где рассказывала о гибели в войну своих мужа и сына, участников партизанского движения. Продолжение очерка («Имя на граните») ─ о её полном одиночестве и нищете — побоялись даже показывать главному редактору (фигуре в ту пору зловещей). Четыре года спустя, в 1980 году, главный редактор уехал в командировку, и в редакции решили рискнуть, очерк опубликовали. После публикации Огурцовой назначили, наконец, пенсию, переселили из полуразвалившейся избы в хорошую квартиру. Через три месяца она скончалась.

### «Взрыв» (1985)
На свекольном поле женщины нашли снаряд. После сообщения о нём в официальные инстанции две недели шла волокита. До сапёров бумага не дошла. В итоге на снаряде, который лежал на клумбе у магазина, подорвалось трое первоклассников. Когда же несколько дней спустя после трагедии была обнаружена заявка, снаряд значился в ней как разминированный.
Впервые этот материал был опубликован лишь в 1990 году в очерке «Слово и власть».

### «После анонимки» (1985)
В Уссурийске прокуратура завела по анонимке уголовное дело против Павла Нефёдова, директора передового леспромхоза. Следствие длилось семь с половиной лет, дело состояло из 48 томов, около девяти месяцев заседали два суда. Невиновный Нефёдов отсидел в общей сложности в тюрьме два года, семь месяцев и девять дней. Автор анонимки остался неизвестным.
Газета добилась повторного суда над героем статьи, он был оправдан. После публикаций в «Известиях» Нефёдова перевели из Уссурийска в столицу Приморского края Владивосток, предоставили квартиру и достойную работу, было восстановлено доброе имя человека.
Кроме того, были приняты постановление ЦК КПСС и указ Президиума Верховного Совета СССР, которые объявляли анонимки вне закона.

### «Поле памяти» (1987)
На 10-м километре шоссе Симферополь — Феодосия оккупанты расстреляли в войну 12 000 человек. Спаслась, выбравшись ночью из-под мёртвых тел, только Р. Гурджи. Жила в плохих бытовых условиях. После публикации «Известий» получила квартиру.

### «Журавлёв» (1989)
Очерк об инвалиде войны, пенсионере И. М. Журавлёве, которого преследовали другие пенсионеры, молодые и жестокие, — КГБ, МВД, Вооружённых сил.
После публикации в «Известиях» в квартире Журавлёва раздался взрыв. Сгоревшего ветерана обнаружили на кровати со связанными ногами, боевые ордена его были прикручены к груди проволокой.

## Документальный сериал «Великая Отечественная»
Поляновский был автором сценариев трёх серий к документальному фильму «Великая Отечественная»: «Блокада Ленинграда», «Величайшее танковое сражение» и «Битва на море».

В 1979 году в «Известиях» вышел его очерк «Память» с подзаголовком «Размышления над письмами зрителей, узнавших в фильме "Великая Отечественная" своих отцов, мужей, братьев». Многие кинозрители выражали благодарность авторам картины, делились впечатлениями. Но те, кто увидел на экране своих близких, которые уже никогда не вернутся, выражали трепетную надежду на возможность получить хоть одну-единственную фотокарточку.
Закончил свои размышления журналист такими словами:

«За время своего существования Центральной студии документальных фильмов ещё не приходилось иметь дело с подобными просьбами…  И помочь взялся… один из фронтовых кинооператоров Алексей Алексеевич Лебедев. Переснятые со старых кинолент фотографии будут вывешены на стенах в избах и домах или заветно храниться в семейных альбомах. И до конца дней они будут напоминать о юности, о верности и о том, как надо любить свою единственную Родину». «Известия» 17.11.1979

## Сборники работ
При жизни Эдвина Поляновского было издано 4 книги, с более полными и неподцензурными, по сравнению с газетой, очерками:
- Урок. — М,: Известия, 1985.
- Столько лет спустя. — М.: Политиздат, 1985.
- Венок раскаяния. — М.: Известия, 1991.
- Гибель Осипа Мандельштама. — Петербург — Париж: Изд-во Гржебина, 1993.